# Petalidium canescens
Petalidium canescens är en akantusväxtart som först beskrevs av Adolf Engler, och fick sitt nu gällande namn av C.B. Cl.. Petalidium canescens ingår i släktet Petalidium och familjen akantusväxter. Inga underarter finns listade i Catalogue of Life.